# Marge vs. the Monorail
Marge vs. the Monorail, llamado Marge contra el monorraíl en España y Marge contra el monorriel en Hispanoamérica, es el duodécimo episodio de la cuarta temporada de Los Simpson y fue emitido originalmente el 14 de enero de 1993. El argumento gira en torno a la compra de un monorraíl a un estafador, por parte de la ciudad de Springfield, y al disgusto de Marge por esta adquisición. Fue escrito por Conan O'Brien y dirigido por Rich Moore. Como invitados especiales, mientras que Phil Hartman interpreta a Lyle Lanley, Leonard Nimoy se interpreta a sí mismo.

## Argumento
Tras ser atrapado por la EPA vertiendo residuos nucleares en el parque de la ciudad, el señor Burns es multado con tres millones de dólares. Inmediatamente se mantiene una reunión municipal para que los ciudadanos pudieran decidir cómo gastar el dinero, a lo que Marge sugiere usarlo para arreglar la calle principal, que está en malas condiciones. La ciudad se muestra entusiasmada con esta idea y está a punto de votar, cuando de repente se escucha un silbido y un afable extraño llamado Lyle Lanley sugiere que la ciudad compre un monorriel. Este lo hace mediante una canción, la cual convence a la ciudad de realizar dicha compra.
Aunque Lanley logró convencer a toda la ciudad, incluyendo a la escéptica Lisa, Marge está preocupada por esta adquisición, y cree que el monorraíl es inseguro. Mirando TV, Homer ve un anuncio que le sugiere que se convierta en conductor del monorraíl e inmediatamente acepta, argumentando que este era el sueño de toda su vida. Tras un curso "intensivo" de tres semanas, Homer es nombrado conductor del monorraíl. Todavía sintiéndose preocupada, Marge decide visitar a Lyle Lanley y descubre un cuaderno que revela las verdaderas intenciones de Lanley sobre escapar con una maleta llena de dinero mientras todos están desahuciados. Marge inmediatamente maneja a North Haverbrook, lugar que Lanley mencionó como uno de sus anteriores compradores de monorraíles. Una vez que llega, Marge descubre que la ciudad está en ruinas, y que aquellos que continúan viviendo allí niegan que alguna vez hayan tenido un monorraíl, a pesar de que la ciudad se encuentra cubierta de estos anuncios. Mientras explora, conoce a Sebastian Cobb, el hombre que diseñó el monorraíl de Lanley. Este le explica a Marge que Lanley suele reducir costos durante la construcción, y que todo aquello es una estafa.
Toda la ciudad asiste al viaje inaugural del monorraíl, incluyendo Leonard Nimoy. Lanley agarra su dinero y salta a un taxi, que lo lleva al aeropuerto. El monorraíl parte justo antes de la llegada de Marge y Cobb. En principio las cosas se desarrollan sin problemas, pero los controles comienzan a funcionar mal, causando una aceleración peligrosa por parte del monorraíl. El alcalde Joe Quimby y el Jefe Wiggum pelean para ver quién se encargará de la situación y luego comienzan a examinar qué poder tienen. Nadie sabe cómo detener el monorraíl y aunque es parado brevemente por un eclipse solar, finalizado este, el tren arranca de nuevo. Mientras tanto, el vuelo de Lanley hace una escala breve no programada en North Haverbrook (donde había puesto otro monorriel), donde un grupo de locales lo atacan inmediatamente. De nuevo en Springfield, Cobb le dice a Homer que para detener el tren, necesita encontrar un ancla. Homer agarra la “M” gigante del monorraíl, situada a un costado del mismo, y la utiliza como un ancla. Finalmente, esta se traba en una rosquilla gigante, deteniendo el monorraíl y salvando a sus pasajeros. Mientras los pasajeros son rescatados, Marge menciona otras estafas en las que la ciudad ha caído, que incluyen una escalera eléctrica que conduce a ninguna parte, un rascacielos hecho con palos de paletas y una lupa de 30 metros de diámetro.

## Producción

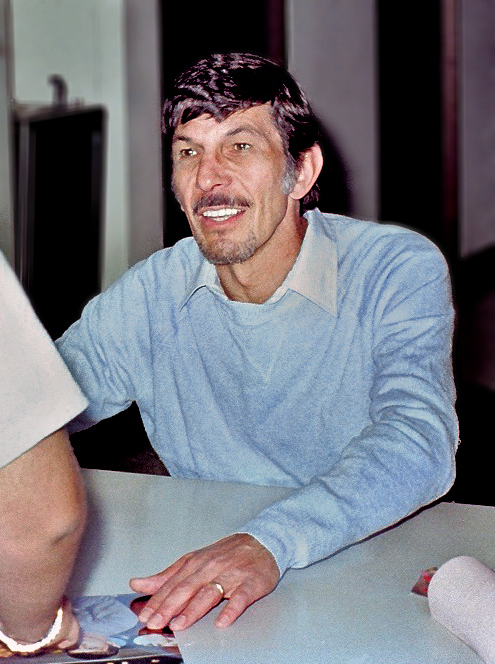
Leonard Nimoy en 1980. Se interpreta a sí mismo en este episodio.

En principio Conan O'Brien sugirió este episodio a Al Jean y Mike Reiss durante una reunión. Estos dijeron que el episodio era un poco disparatado y pensaron que O'Brien debería probar otras cosas antes. Anteriormente, Conan había sugerido episodios como «Lisa tiene una rival» y «Marge consigue un trabajo en la Planta y Burns se enamora de ella»; a ambos les fue bien. Cuando O'Brien se lo presentó, James L. Brooks «amó absolutamente» este episodio.

### Elenco
Leonard Nimoy fue originalmente considerado para el rol como la celebridad del viaje inaugural del monorraíl, pero el personal de escritura no pensó que este aceptaría porque William Shatner había rechazado al show anteriormente. En cambio, se invitó a George Takei a ser la estrella invitada debido a que este ya había participado del show. Después de exigir varios cambios de guion, Takei se negó, argumentando que no quería burlarse del transporte público ya que era miembro de la junta directiva del Distrito de Tránsito Rápido de California del Sur. Como resultado, el personal volvió a Nimoy, quien aceptó.